# サラマッカ地方
サラマッカ地方（オランダ語: Saramacca）はスリナムの地方のひとつ。首府はフローニンゲン。

## 地理
域内を流れる主な川として以下がある。
- サラマッカ川（英語版）
- コッペナーメ川（英語版）
- ティビティ川（オランダ語版）

## 隣接行政区画
- ワニカ地方
- パラ地方
- コロニー地方

## 下位行政区画

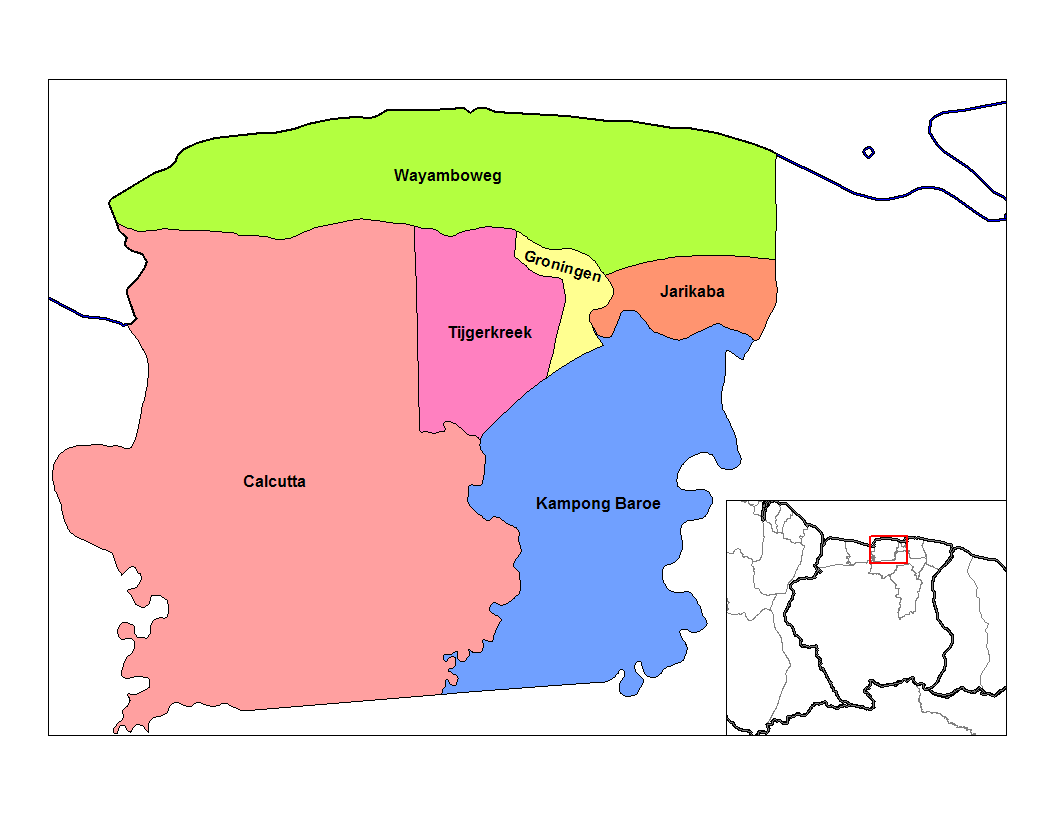
サラマッカ地方のレソート

- カルクッタ（英語版）
- フローニンゲン（英語版）
- ヤリカバ（英語版）
- カンポング・バルー（英語版）
- テイハークレーク（英語版）
- ワーイヤンボウェフ（英語版）

## 村
- Batavia
- Boskamp
- Uitkijk